# Pink Bubbles Go Ape
Pink Bubbles Go Ape är det tyska power metal-bandet Helloweens fjärde studioalbum, utgivet i mars 1991 på EMI, och i Japan i mars 1992 på Victor. Skivan var den första med den nye gitarristen Roland Grapow som ersatte Kai Hansen. 

## Bakgrund
Inspelningen som ägde rum i PUK Studios i Danmark, drog över tiden och blev en kostsam och slitsam process. Gitarristen Michael Weikath kom inte överens med producenten Chris Tsangarides, och Weikath bidrog bara till två låtar, där "Heavy Metal Hamsters" egentligen bara var tänkt som en B-sida. 
Storm Thorgerson gjorde skivomslaget och regisserade en musikvideo som spelades in i London till singeln "Kids of the Century".  "Number One" släpptes också som singel ett år senare.
Innan skivsläppet var Helloween i konflikt med sitt före detta skivbolag Noise Records. Bandet blev efter rättsfall lidande av att de inte fick turnera eller verka aktivt som band på ett helt år.
Albumet släpptes i mars 1991, men inte förrän den 30 april 1992 fick Helloween starta en turné i hemstaden Hamburg, och de spelade även ett flertal spelningar i Japan på hösten samma år.

## Låtlista
1. "Pink Bubbles Go Ape" (Kiske)  – 0:36
2. "Kids of the Century" (Kiske) – 3:51
3. "Back On The Streets" (Grapow/Kiske)  – 3:23
4. "Number One" (Weikath)  – 5:13
5. "Heavy Metal Hamsters" (Weikath/Kiske)  – 3:28
6. "Goin' Home" (Kiske) – 3:51
7. "Someone's Crying" (Grapow) – 4:18
8. "Mankind" (Grapow/Kiske)  – 6:18
9. "I'm Doin' Fine, Crazy Man" (Grosskopf/Grapow) – 3:39
10. "The Chance" (Grapow)  – 3:47
11. "Your Turn" (Kiske)  – 5:38

## Medverkande
Musiker
- Michael Kiske – sång, gitarr
- Michael Weikath – gitarr
- Roland Grapow – gitarr
- Markus Grosskopf – basgitarr
- Ingo Schwichtenberg – trummor

Bidragande musiker
- Peter Iversen – keyboard
- Phil Nicholas – keyboard

Produktion
- Chris Tsangarides – producent, inspelningstekniker, mixning
- Dirk Steffens – inspelningstekniker
- Peter Iversen – inspelningstekniker
- Lars Laversen – inspelningstekniker
- Paul Wright – inspelningstekniker
- Storm Thorgerson – omslagskonst